# European Quality Improvement System
Das European Quality Improvement System (EQUIS) ist ein System zur Akkreditierung von Wirtschaftshochschulen, das 1997 von der European Foundation for Management Development (EFMD) in Brüssel eingeführt wurde. Die Initiative wurde von der Europäischen Kommission unterstützt und in Kooperation mit den bereits bestehenden nationalen, europäischen Akkreditierungsinstitutionen ausgestaltet; auf deutscher Seite war dies zunächst die Zentrale Evaluations- und Akkreditierungsagentur (ZEvA), später folgte die Foundation for International Business Administration Accreditation (FIBAA).
Ziel dieser Initiative war es, einen einheitlichen, europäischen Qualitätsstandard für Business Schools einzuführen, der internationalen Maßstäben genügt, wie sie in den USA schon lange gelten; sie wurden dort von der 1916 gegründeten Akkreditierungseinrichtung Association to Advance Collegiate Schools of Business (AACSB) gesetzt.

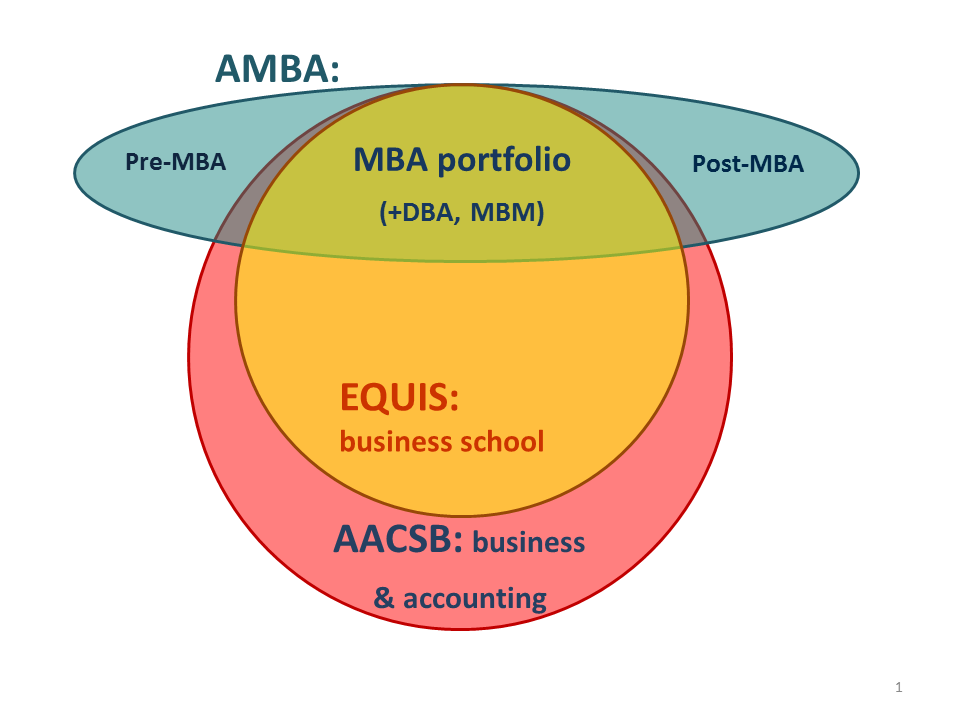
Umfang von Business School Akkreditierung bei AACSB, EQUIS und AMBA

EQUIS-Akkreditierungen werden nicht auf Dauer, sondern zur kontinuierlichen Überprüfung der Qualitätsstandards nur für einen Zeitraum von drei oder fünf Jahren ausgesprochen und müssen anschließend erneuert werden.
In Deutschland sind bisher die Wirtschafts- und Sozialwissenschaftliche Fakultät der Universität zu Köln, die betriebswirtschaftliche Fakultät der Universität Mannheim, die TUM School of Management der Technischen Universität München, der ESCP Business School Campus Berlin, die European School of Management and Technology in Berlin, die Frankfurt School of Finance & Management sowie die WHU – Otto Beisheim School of Management EQUIS-akkreditiert. In der Schweiz sind es die wirtschaftswissenschaftlichen Fakultäten der Universitäten Zürich und Lausanne, das International Institute for Management Development in Lausanne und die Universität St. Gallen und in Österreich die Wirtschaftsuniversität Wien.